# Rip Rig & Panic
Rip Rig & Panic — британская рок-группа, образовавшаяся в 1981 году и назвавшая себя в честь джазового альбома Роланда Кёрка 1965 года. В числе участников коллектива, исполнявшего постпанк с элементами джаза, фанка, авангарда и соул, были вокалистка Нене Черри (дочь трубача Дона Черри), а также Гарет Сэйгер и Брюс Смит из The Pop Group. Группа записала несколько сессий на BBC, в том числе с Нико и Доном Черри.
«Возможно, самая симпатичная компания авангардистов, когда-либо бравшаяся за музыку» (как пишет Джон Дуган, автор биографии группы на All Music Guide), Rip, Rig & Panic «…завершили свою историю, выпустив три чудесных, хоть и во многом непоследовательных альбома».
В 1985 году бывшие участники группы образовали новый коллектив Float Up CP, который, выпустив лишь один альбом («Kill Me in the Morning»), распался. Нене Черри начала сольную карьеру и добилась большого успеха в поп-мейнстриме. Марк Спрингер также записал несколько сольных альбомов. Брюс Смит присоединился к Public Image Limited. Андреа Оливер после распада Rip Rig & Panic вошла в состав брайтонской афробит-группы Kalimba, а в 1990 году образовала Mighty Hog.

## Дискография

### Студийные альбомы
- God (1981)
- I Am Cold (1982)
- Attitude (1983)[3]

### Сборники
- Knee Deep In Hits (1990)

### Синглы
- 1981: «Go! Go! Go! This Is It» / «The Ultimate In Fun (Is Going To The Disco With My Baby)»
- 1981: «Bob Hope Takes Risks» / «Hey Mr E! A Gran Grin With A Shake Of Smile»
- 1982: «You’re My Kind Of Climate» / «She Gets So Hungry At Night She Eats Her Jewellery»
- 1982: «Storm The Reality Asylum» / «Leave Your Spittle In The Pot» / «It’s Always Tic For Tac You Foolish Brats»
- 1983: «Beat the Beast» / «1619, A Dutch Vessel Docked In The USA With 20 Humans For Sale»
- 1983: «Do The Tightrope» / «Blip This Jig It’s Shamanic» / «Do The Tightrope (Instrumental)»